# Cyornis herioti
Cyornis herioti е вид птица от семейство Muscicapidae.

## Разпространение
Видът е разпространен във Филипините.